# 200 (Csillagkapu)
A „200” a német-kanadai-amerikai sci-fi sorozat, a Csillagkapu tizedik évadjának hatodik, és a teljes sorozat kétszázadik része. Ellentétben a tizedik évad komolyabb történetfonalával, a „200” egy könnyed paródiája mind a Csillagkapu, mind más sci-fi sorozatoknak, filmeknek, és még a népszerű Óz, a csodák csodájának. Az epizód 1.9-es értékelést kapott a GateWorld weboldalon – a Csillagkapu-univerzummal foglalkozó oldal -, amivel egyike azon kevés részeknek ebben az évadban, melyek túltesznek az előző évad átlagértékein. Általános elismerést kapott humora és szövege miatt. Az epizód erőteljes teljesítménye ellenére a SyFy (akkor még Sci Fi Channel) nem sokkal a sugárzás után jelentette be, hogy a sorozatnak nem lesz következő évadja.
A rész 2007-ben megnyerte a Constellation-díjat a Legjobb science fiction film vagy televíziós műsor forgatókönyve 2006-ban kategóriában, és Hugo-díjra is jelölték a Legjobb drámai forgatókönyv (rövid formátum) kategóriában. Richard Dean Anderson SyFy Genre-díjat kapott az epizódban nyújtott alakításáért.
Az epizód további jelentősége, hogy ebben a részben szerepelt először újra Jack O'Neill ezredes (Richard Dean Anderson) a 9. évad Eredet című része óta. Az epizódot az Egyesült Államokban 2006. augusztus 18-án vetítette a Sci Fi Channel. A 10. évad sugárzása Magyarországon 2009 márciusában indult az AXN Sci-Fi csatornán, a „200” március 13-án került adásba.

## Főszereplők
- Samantha Carter – Amanda Tapping
- Daniel Jackson – Michael Shanks
- Teal’c – Christopher Judge
- Cameron Mitchell – Ben Browder
- Henry "Hank" Landry – Beau Bridges
- Vala Mal Doran – Claudia Black

### Vendégszereplők
- Jack O'Neill – Richard Dean Anderson
- George Hammond tábornok – Don S. Davis
- Siler őrmester – Dan Shea, a sorozat kaszkadőr-szakértője
- Scotty szerepében Brad Wright, a sorozat társrendezője

## Ismertető
| Figyelem: Itt a Csillagkapu 10. évadjának cselekményét vagy a végkifejletet is olvashatod. |

Martin Lloyd (Willie Garson), a földönkívüli író visszatér a Csillagkapu Parancsnokságra, hogy következő filmjének forgatókönyvéhez a CSK-1 adjon ötleteket. A csapat vonakodva áll kötélnek, főként Cameron Mitchell alezredes (Ben Browder), aki izgatottan indulna újabb küldetésére, amely a kétszázadik útja lenne az eseményhorizonton át. Azonban amikor technikai problémák megakadályozzák a csapat indulását, az eligazító szobában rekednek Martinnal Landry tábornok parancsára (Beau Bridges), mert a Pentagon úgy véli, egy sikeres sci-fi film, mely egy intergalaktikus féregjáraton keresztül történő utazásról szól, megfelelő fedősztori lenne, hogy a Csillagkapu program titokban maradhasson.
A csapattagok gyorsan belemelegednek az ötletekbe, mindegyikük előáll a szerintük sikeres sci-fi film egy verziójával, például: egy zombi támadás (Mitchelltől); egy korábban nem látott küldetés, amikor O'Neill láthatatlanná vált (Cartertől); jelenetek az Óz, a csodák csodája című filmből és a Csillagközi szökevényekből (Valától); és Teal'c, mint magándetektív (Teal’ctől). Továbbá felmerül a csapat egy „ifjabb és ingerültebb” verziójának ötlete (a stúdiótól). Martin is előadja ötletét, melyről kiderül, hogy tudományos szempontból pontatlan, ám meglehetősen hasonlít a Star Trek című sorozathoz; előkerül egy költségtakarékos verzió lehetősége, ami az eredeti mozifilm egy változata, melyben minden karakter zsinóron rángatott bábu; és még egy képzeletbeli esküvő is felmerül Jack O'Neill tábornok vendégszereplésével. Végül azonban az ötletelés a semmiért történt, mivel a stúdió úgy dönt, törli a mozifilmet, és inkább a sorozatot indítja újra.
Az epizód végén változik a helyszín, a Wormhole X-Treme! szereplőinek és stábjának tíz évvel későbbi interjúit látjuk, melyeket a kétszázadik rész elkészültének és a mozifilm ismételt beindításának ünneplése alkalmából készítenek.

## Forgatás
Robert C. Cooper executive producer eredeti terve szerint egy átlagos forgatókönyvet írtak volna a kétszázadik epizód számára. Azonban hamar kiderült, hogy problémát okozott annak eldöntése, kit is illet az a kiváltság, hogy megírja a részt. Ez vezetett ahhoz az ötlethez, hogy a Saturday Night Live show-hoz hasonlóan, közösen írják meg a forgatókönyvet. Az epizód akkor kezdett formálódni, amikor az írók felvetették, hogy térjenek vissza a Wormhole X-Treme című epizódra és főszereplőjére, Martinra, és építsék fel úgy az epizódot, mintha egy megbeszélés lenne. Az forgatókönyv elkészültének végére a jubileumi rész olyan lett, mint egy, a stáb, a szereplők és a rajongók felé irányuló tiszteletadás.
A Csillagkapu producerei nem voltak benne biztosak, hogy a 8. évad végén kilépett Richard Dean Anderson visszatérne-e a különleges epizód kedvéért, ezért sok olyan ötlet született, melyben „benne volt” Anderson, de valójában mégsem volt jelen. Szerencsére a színész részt vett a forgatáson, és több jelenetre is visszatért. A Stargate SG-1: Behind the 200th című különleges DVD kiadványon Cooper azt mondta, „igazán nagy dolog volt számunkra, hogy visszakaptuk őt a 200. epizódra. Nyilvánvalóan nem hittük, hogy nélküle képesek lennénk megcsinálni.”
A szemmel láthatóan más tartalom ellenére az epizód felvételei nem tartották tovább egy rendes epizódénál, főként mivel a jelenetek jelentős része az eligazító szobában történt. Másrészről azonban ez a rész sokkal többe került a korábbiakhoz képest, ami a rendkívüli jeleneteknek volt köszönhető. Ilyen volt például a bábjelenet, melyekhez a marionett bábok elkészítése jelentős plusz költségeket rótt a stúdióra. Több jelenet háttere korábbi filmekben, sorozatokban szereplő helyszínekről származott. Az Odüsszeia hídját a Star Trek – Űrszekerek, az Óz kamráját pedig a Csillagkapu: Atlantisz egyik forgatási helyszíne adta.
Egy, a 10. évadról szóló interjúban Cooper és Wright azt nyilatkozta, volt egy határ, amikor a rendes epizódok humormennyisége átfordult camp stílusúvá, mely egy mesterkélt, túlzásokat alkalmazó kifejezési forma. Míg az átlagos epizódok poénjai viszonylag korlátozottak, a 200 című részben szándékosan és gyakran átlépték a határt a humor és a camp között. A producerek még abban is benne lettek volna, hogy a Fényes nyergek című western komédia egy jelenetét is bedolgozzák a részben, amivel „áttörnék a negyedik falat”, vagyis a szereplők kapcsolatot teremtenek, kiszólnak a nézőknek, csak a stúdió anyagilag már nem engedhette meg magának a lovakat.
Ezt a részt egy egyórás promóciós dokumentumfilm előzte meg a Sci Fi Channel-en, amely visszatekintés volt a 9. évad legfontosabb pillanataira, illetve az eredeti stábbal készült interjúkat mutatták be (kivéve Don S. Davist (Hammond tábornok). A producerek bebiztosították, hogy a jubileumi epizód megfelelően beharangozott legyen, előre elhintettek információkat arról, hogy Anderson karaktere, O'Neill vissza fog térni erre az epizódra. Joseph Mallozzi, a sorozat executive producere szintén utalásokat tett arra vonatkozóan, hogy a rajongók végre találkozhatnak a furlingekkel, mely egy olyan titokzatos faj, akiket csak megemlítettek a 2. évadban, de sosem kerültek bele a jelenetekbe. A sok különös felvett jelenet ellenére az írók számos kedvence nem kerülhetett bele az epizódba az időkorlát miatt. Cooper például azt említi, hogy a Gilligan's Island című amerikai sorozat paródiáját is kénytelen voltak kivágni a végső verzióból.

## Ötletek és utalások
Az epizód külön jelenetekre bontható, minden egyes részt a Csillagkapu-stáb valamelyik tagja írt, humorral fűszerezve. A következőkben az egyes részek felsorolása és a hozzájuk kapcsolódó utalások olvashatóak a megjelenésük sorrendjében.

### Főcím előtti jelenet

„Már azt hittük, sosem találkozunk!”

A főcím előtti jelenetben az eredeti Wormhole X-Treme című epizód részleteit láthatjuk, belevágva más részeket, mint például egy nem valós részt, melyben a CSK-1 találkozik a furlingekkel. Robert C. Cooper a 2. évad Az ötödik faj című részéhez írta meg a furlingeket, csak úgy mellékesen említve őket, nem gondolva arra, hogy a rajongók rá fognak kérdezni erre a fajra, akárhányszor csak nyilvánosság előtt szerepel Cooper. A furlingek itt kb. 120 cm magas koalákra hasonlító lények, melyek magas, vékony hangon beszélnek és a Csillagok háborújából ismert ewokokéhoz hasonló kis faluban élnek (a furlingek kinézetét valóban a koalák után mintázták meg James Robbins grafikus humoros tervei alapján). A producer, Joseph Mallozzi a GateWorld fórumán már jóval korábban, 2004-ben elejtett egy utalást a furlingek későbbi megjelenéséről hatalmas érdeklődést kiváltva ezzel.
Jackson így üdvözli a furlingeket: „Már azt hittük, sosem találkozunk”, de mivel a lények csak Martin Lloyd forgatókönyv-tervében szerepeltek, a CSK-1 valójában még mindig nem találkozott a furlingekkel.
Az „korábbi részek tartalmából”-jelenetek után Dr. Jackson felteszi a kérdést, hogy ki csinálna mozifilmet egy olyan sorozatból, ami csak három epizódot élt meg, mire Teal'c azt feleli, hogy állítólag jól teljesített a DVD eladásoknál. Ez utalás a Firefly című sci-fi sorozatra, melynek sugárzását 11 epizód után beszüntették, de a DVD eladások bevételei lehetővé tették a mozifilm elkészítését (Serenity). Martin megfenyegeti a jelenlegi stúdiót, hogy másikhoz viszi a filmet, ha nem tetszik nekik a költségvetés; a valóságban Joss Whedon, a Firefly írója és rendezője is stúdiót váltott a Serenity forgatásához, átvitte azt a Foxtól az Universalhoz. Martin szintén kitart amellett is – mint a Firefly/Serenity esetében –, hogy a filmhez nem használ fel a sorozatból vett jeleneteket, mert „ez egy mozifilm, nem pedig visszatekintés”. A sorozat magyar szinkronjában a mondat más értelmet kapott, „ez egy film, nem egy videóklip” lett a fordítása, így elvesztette eredeti mondanivalóját.
A főcímmel kapcsolatban Mitchell alezredes azt tanácsolja, „ütősnek” kéne lennie, de Martin szerint olyat már senki sem csinál, egyszerű főcímek vannak, és kijelentése után megjelenik egy öt másodperces Csillagkapu felirat. A nyilvánvaló viccen kívül ez a rövid főcím az írók gúnyolódása a Sci-Fi Channelen, amiért a csatorna egyszer lerövidíttette a sorozat főcímét. A jelenlegi televíziós műsorokra jellemző, hogy elhagyják a hagyományos főcímeket és nyitózenét, mint a Lost esetében is, amit a Sci-Fi Channel a Csillagkapunál is megvalósított a 9. évad első tíz epizódjánál, és amiért sok rajongó bírálta is a csatornát.

### Zombi-jelenet
Amikor Mitchell zombi-jelenetét forgatták, eredetileg sokkal hosszabb volt, de megvágták. A zombi O'Brian szerepét Pierre Bernard alakítja, akit Mitchell lelő. O'Brian karaktere feltűnt már egyszer a Zéró óra (8. évad) című részben, és szintén megjelent a Late night with Conan O'Brian című amerikai késő este futó talkshownak egy paródiájában, ahol Daniel Jackson lőtte le O'Briant.
Utalás más Csillagkapu epizódra:
- A zombikat egy Telchak nevű goa'uld szerkezete hozta létre, mellyel a 7. évad Evolúció című részében találkozott a CSK-1.

### Hiányzó főszereplő
Martin panaszkodik, hogy a főszereplője kilépett a filmből, és tanácsot kér, mit tegyen. Cameron azt javasolja, egyszerűen csak hozzon be helyette egy másik szereplőt, amivel a többiek láthatóan nem értenek egyet. Mindez utalás arra a tényre, hogy a Richard Dean Anderson által játszott Jack O'Neill karakterét lecserélték a Ben Browder által alakított Cameron Mitchellre. Szintén humoros utalás a főszereplő jelenléte helyett csak megemlítése, mert Jack O'Neill nem volt jelen, csak említették a 9. évadban, többek között a Hídfőállás és az Ethon című részekben is.
Martin ezek után felveti a testcsere lehetőségét, de Vala ezt nevetségesnek tartja, mire Daniel csak a szemeit forgatja. A testcsere ugyanis több alkalommal is előkerült a sorozatban: amikor Ma'chello testet cserél Daniellel, és O'Neill Teal'ckel (Szabadnap); amikor Daniel és Vala ideiglenesen egy másik galaxisban élő pár testébe kerülnek (Avalon); és amikor Vala irányítja Daniel testét (Keresztes háború).

### A láthatatlan O'Neill
Carter a hiányzó főszereplő megoldására egy korábban nem látott eseményt említ, amikor Jack O'Neill láthatatlan volt. Ez a jelenet annak eredménye, hogy az írók annak idején nem tudták, Richard Dean Anderson akar-e szerepelni a 200. részben, ezért így oldották meg.
Robert C. Cooper szerint a „meztelen Carter” jelenetet nem nagyon szerették a rajongók, mert nem illett a sorozatba. Amikor Teal'c a folyosón sétál a láthatatlan O'Neill-lel, Richard Dean Anderson maga játszotta a karaktert a green screen technikában használt zöld ruhában, és mindvégig csak a hangja volt hallható. A készítők eredetileg meg akartak bízni egy másik embert, hogy zöld ruhában vigye O'Neill kávésbögréjét. Később ezt elvetették, hogy a bögrét inkább lebegtetik, mintha O'Neill vinné. Végül azonban, mivel Richard Dean Anderson éppen jelen volt a jelenet forgatásának napján, úgy döntöttek, Anderson eredményesebben tudja játszani saját maga láthatatlan alakját.
Utalás más Csillagkapu epizódra:
- A jelenetben, amikor Daniel a táblára ír, azt mondja: „Azzal, hogy lefordítjuk ezt a táblát, megfejthetjük az egész univerzum legfontosabb titkait” (amit O'Neill horkolása követ). A táblák lefordítása és egyéb olyan dolgok, melyeknek jelentős fontosságot tulajdonítottak, a Csillagkapu sorozat több epizódjában is előfordultak, mint például a Tantalus kínjai, A bukott angyal és a Kiméra, és általában Daniel Jacksont felvillanyozták, míg O'Neill lekicsinyellte azokat.
- Martin ejti a láthatatlan O'Neill ötletet, mondván, hogy a láthatatlanság túl erőteljes történeti eszköz. Sam erre negatív mellékhatásokat javasol, pont ilyen mellékhatások okozták a bonyodalmat a Hívatlan vendég című részben a sodan álcázó szerkezet miatt. Alapszabály, hogy bármilyen fejlett technológiáról bármilyen sci-fi epizódban, és főleg a Csillagkapu sorozatban, amelyik túl nagy előnyt biztosít a csapatnak, szinte mindig kiderül, hogy végül komoly hátulütője is van (Fejlesztések).

### Cameron 200. útja
A mozifilm egy lehetséges jelenetében, amikor a CSK-1 a replikátorok elől menekül, Carter felkiált, hogy 10 másodpercük van eljutni a kapuig. Majd hirtelen megérkeznek a völgyhöz, ahol a jaffák és goa’uldok által őrzött csillagkapu áll, és másodpercek múlva biztonságban átérnek a kapun a Parancsnokságra (CSKP). A jelenet után a CSK-1 tagjai nem fogadják el, hogy a valóságban 10 másodperc alatt eljutottak volna a kapuhoz, Martin ekkor 30 másodpercet javasol, majd 38-at. Cooper írta ezt a poént, amivel a féregjárat nyitvatarthatóságának 38 perces határára utal. Daniel gúnyosan megjegyzi, nem számít, mert úgysem lesz egy ketyegő óra a képernyőn. Martin zseniálisnak tartja ezt, szerinte „a kockázat és visszaszámlálás mindig siker, ez a szórakoztatás alapvető törvénye”. Ez egy feltűnő utalás a 24 című sorozatra, valamint az írók fricskája a világhálónak, mivel nagyon gyakran kapnak olyan üzeneteket, hogy „több kockázatot, ketyegő órát, ketyegő órát, több kockázatot!”.
Carter jelentést tesz a kapu átvizsgálásáról a szokásos tudományos blablával, és az izgatott Martin megpróbálja leírni, miután Carter elutasítja, hogy megismételje neki. Ennek során fluxuskondenzátorról beszél (utalás a Vissza a jövőbe című filmre), mert félrehallotta a Carter által említett "kapu kondenzátort".
Az, hogy Mitchell a 200. kapun keresztüli útjának ünneplésére készül, arra a tényre utalás, hogy ez volt a sorozat 200. része.
Utalás más Csillagkapu epizódra:
- Teal'c azt mondja, „gondolkoztam, miközben átöltöztem”, de az átöltözést a jelenet nem mutatja. Ugyanez történik később a rész során, amikor Walter siet, hogy csatlakozhasson a kapun átlépő csapathoz és egyik pillanatról a másikra egyenruha terem rajta. Hasonló átöltözés történt a 4. évad A fény című részében, amikor a haldokló Daniel Jacksont azonnal egy másik bolygóra kellett vinni a CSKP gyengélkedőjéről, ahol kórházi ruha volt rajta, az érkezéskor pedig már teljes harci felszerelés.

### Óz, a csodák csodája
Vala elmond egy történetet Martinnak, amiről kiderül, hogy az Óz, a csodák csodája című film az, melyet többször is említettek a Csillagkapu sorozat 1. évadjában. A szereposztás szerint Vala lett Dorothy, Carter az Északi Jó Boszorkány, Mitchell a Madárijesztő, Daniel a Gyáva Oroszlán, Teal’c a Bádogember és Landry tábornok pedig maga Óz, a varázsló. Az írók azt mondják, ez az ötlet egy rajongó rajzán alapul, amely irodájuk falán lóg. Az ebben a jelenetben szereplő apró emberek játszották az epizód elején a furlingeket is.
A következő elképzelt jelenetben Vala elmondja Landry tábornoknak, hogy eleinte úgy érezte, haza akar menni, de úgy döntött, fontos részese szeretne lenni valaminek. Az írók szerint ez a poén valójában Vala CSKP-hez csatlakozására utal, illetve arra, hogy a karakter visszatérő szerepe állandó szerepre változott a 10. évadban. A jelenetet az Atlantiszi Kapuszobában vették fel.

### A felrobbant Csillagkapu
Ezt a jelenetet nagyon körültekintően forgatták, hogy valósnak tűnjön, és ne derüljön ki azonnal, hogy valójában csak Martin újabb forgatókönyv-ötlete.
A jelentben a kapuszobát betölti az elektromosság, Siler próbálja helyrehozni a hibát, eközben egy áramütés átrepíti a szobán, mire azt kérdi: „Miért mindig velem történik ilyesmi?”. Dan Shea, aki Silert alakítja, a Csillagkapu-sorozat kaszkadőr-szakértője, több epizódban is átrepült különböző szobákon (melyek után általában a gyengélkedőn láttuk viszont), legnevezetesebbek ezek között a Hősök című rész. Ezt a jelenetet háromszor vették fel, és csak vékony matracok védték meg Dan Shea-t. Az írók elismerik, hogy igazán komolyan vette ezt az epizódot is, csak úgy, mint valódi drámai pillanatokat.
A CSK-1 megmenekülésére Martin ötlete egyszerűen annyi volt, hogy az utolsó pillanatban elsugározták őket, ami valóban számos alkalommal megtörtént a sorozatban, mint A radar képén kívül és A csapás című részekben is. Teal’c kételyeire válaszul Martin elmagyarázza a „kiteszünk rá egy lámpát”-módszert, vagyis hogy „egy másik karakter kijelenti, hogy ez milyen kényelmes [megoldás]”. Az író szinte kikacsint a nézőközönségre azt mondván, sima ügy volt. Ezt a technikát jellemzően humoros jelenetek esetében használják, illetve hogy elkerüljék a rajongói kritikákat, ha a cselekmény túl átlátszónak tűnik. Az ezután bekövetkező robbanás Martin állítása szerint a mozifilm második felvonásának vége, és a valóságban is az epizód második felvonásának vége.

### Star Trek paródia

„Úgy tűnik, a szingularitás fel fog robbani!”

Ez a jelenet egy nyilvánvaló Star Trek-paródia. A Daedalus űrhajó hídjaként használt helyszínen játszódik. Nyílik az ajtó és a kommunikációs rendszer szintén a Star Trekben megszokott hangon szólal meg, a szereplők is a Star Trek-univerzumban használt egyenruhákhoz hasonló öltözetben jelennek meg. Mitchell alakítása Kirk kapitány szerepének felel meg, Carter ugyanolyan füllhallgatót visel, mint Uhura hadnagy, a USS Enterprise kommunikációs tisztje, Daniel úgy nézi a tudományos monitort, mint Spock és dr. Leonard McCoy jól ismert szemöldökmozgását és beszédstílusát alkalmazza. Teal'c Worf hadnagyot imitálja, ahogy a fegyverkonzol mögött áll, míg egyenruhája Ricardo Montalbanéhoz hasonlít a Khan haragja című filmből. Hogy az egyenruhája elől nyitott legyen, maga Christopher Judge ötlete volt. Ugyanez a gépház az Enterprise űrhajón is látható a Star Trek – Űrszekerekben, és Brad Wright, a Csillagkapu sorozat társrendezője és producere alakítja a Scottynak megfelelő szereplőt. Eredetileg Paul McGillion játszotta volna ezt a részt, de Brad Wright úgy döntött, tíz év után ő is jelen akar lenni a sorozatban. Martin Wood rendező elmondása szerint Wrightot nem ismerték fel a saját szülei, amikor ezt az epizódot látták. Mitchell megkérdezi Cartert, hogy meg tudja-e fordítani a polaritást, ami egy általános techno-blabla, melyet a Star Trek – Űrszekerekben (That which survives c. epizód), a Csillagkapu sorozatban (Fejlődési görbe c. epizód) és több alkalommal a Ki vagy, Doki? egyes részeiben a Doki harmadik inkarnációja említ.
A jelenetben, amikor Cartert a polaritás megfordítására kérik, egy „boing, boing” hang kíséretében pislog. Ezt a Bewithced című klasszikus komédiából emelték át, ahol a boszorkány Samantha Stephens (Elizabeth Montgomery) ugyanilyen hangeffektussal mozgatta orrát, amikor varázslásba fogott. A jelenet utalás még a Jeannie, a háziszellem című komikus sorozatra is, melynek főszereplője, Jeannie szintén pislogással kezdett varázsolni.
A jelenet végén Mitchell megjegyzi: „Soha ne becsülje le a közönségét. Általában fogékony, értelmes emberek, akik pozitívan reagálnak a minőségi szórakoztatásra.” Ez a szóhasználat Mitchelltől szokatlan és figyelemreméltó. Mint ennek az epizódnak egyik célja, ez a hízelgő jellemzés egy rajongók felé közvetített kedveskedés. Emellett utalás a rajongók általános véleményére és magas szintű követelményeire a sci-fi műfajjal kapcsolatban.
Ben Browder figyelemreméltó volt abban a tekintetben is, hogy mind a Csillagkapu sorozatban, mind Csillagközi szökevényekben is nyomon követte a történéseket és soha nem használta az "újraindítás gombot". Ezzel szintén kivívta a nézők megbecsülését.

### Tini csapat
Martin egy telefonbeszélgetés után azt mondja, az egyik fiatal producer javaslata az, hogy cseréljék le a szereplőket a csapat „ifjabb, ingerültebb” verzióira. Az ezt követő jelenetben „menő” szövegű tinédzsereket látunk (Teal'c éppen egy szőke goa'uld lánnyal csókolózik szenvedélyesen), rockzenei háttérrel, őrjöngő kameramozgással és eltúlzottan drasztikus ötletekkel. Amikor a sorozat rendezője, Martin Wood valójában is a tini műsorok „fiatalabb és menőbb” elemeivel akarta dúsítani a sorozatot, valójában úgy érezte, „unalmasak és fel kéne kissé turbózni őket”.
A szereplők:
- Anwar Hasan, mint a fiatal Teal'c
- Cory Monteith, mint a fiatal Mitchell
- Julie Johnson, mint a fiatal Carter
- Jason Coleman, mint a fiatal Daniel
- Barbara Kottmeier, mint a fiatal Vala

### Csillagközi szökevények paródia
Martin Wood rendező csak néhány epizódot látott a Csillagközi szökevényekből, mégis szerette volna a stílust beletenni ebbe a részbe, ezért elkérte a DVD-ket Joseph Mallozzi írótól. A jelenetet Mallozzi írta, aki Cooper szerint a sorozat minden részét látta.
A jelenet elején Vala újabb ötletét adja elő Martinnak, aki felismeri, hogy a javasolt jelenet a Gilligan's Island című filmből való, így azt tanácsolja Valának, hogy ha lopni akar, akkor valami kevésbé ismerttel próbálkozzon. Ekkor indul a paródiája Ben Browder és Claudia Black korábbi sorozatának, a Csillagközi szökevényeknek, amit a Csillagkapu: Atlantisz lidérceinek felvételének helyszínén forgattak. A jelenet a parodizált sorozat kitalált szitokszavainak jelentős részét sorakoztatja fel. Ben Browder erőteljes ausztrál akcentussal beszél arra utalásként, hogy a sorozatot Ausztráliában vették fel, jellemzően ausztrál színészekkel. Claudia Black/Vala saját szerepét, Aeryn Sunt alakítja, Carter játssza Chiana szerepét, Teal'c Ka D'Argoét, az asgardi Thor pedig Rygelét. Eredetileg Michael Shanksnek szánták Stark szerepét és Ben Browdernek a saját karakterét, John Crichtont, de a felvétel előtt egy nappal a színészek kérésére szerepcsere történt. Cooper szerint csak mende-monda, hogy a színészek azért kérték a cserét, mert hasonlítanak egymásra; az oka inkább az volt, hogy Claudia Black és Ben Browder nem akarták mindketten a régi szerepüket játszani. Amikor a jelenet visszaugrik a való világba, Martin beismeri, fogalma sincs, mi az, ez pedig arra utalás, hogy a Csillagközi szökevények egy kevésbé ismert sorozat volt. Martin ezután üzenetet kap, hogy a külföldi forgalmazó csődje miatt megnyirbálják a film költségvetését. A Csillagkapu sorozat íróinak állítása szerint az ő költségvetésükkel soha nem történt hasonló.
A jelenet azzal zárul, hogy Martin elmondja, a csökkentett költségvetéssel nem fogja tudni befejezni a 3. felvonás végén lévő különleges effekteket, egyszerűen csak véget fog érni. Ekkor a jelenet valóban elsötétedik, és itt az eredeti sugárzáskor a valóságban is a 3. felvonás végét jelző reklámok következtek.

### Küldetés 1969-be
A következő jelenet egy ellentmondással indul, amikor Mitchell megtudja, hogy bizonyos információk előtte is titkosak, holott a legmagasabb szintű hozzáférése van, amivel ember rendelkezhet. Vala éppen azt javasolja, adjanak oda Martinnak minden küldetési aktát, hogy hitelesebb legyen a filmje, ami azonban lehetetlen, lévén, hogy mind titkosított. Ekkor kezdenek arról beszélgetni, mennyi akta is létezhet valójában, és Mitchell azt állítja, 1263 jelentés van. (Brad Wright később azt mondta, ez a szám közel sem tartalmazhatja az összes küldetést, ha a többi CSK csapatot is beleszámítjuk). Carter és Daniel szerint azonban létezik egy, a 30185-ös akta, melyet nem olvashatott Mitchell, és ők maguk is titoktartásra esküdtek, hogy nem árulják el. Ennek ellenére Carter mégis kifecsegi Valának.
Ez a legegyértelműbb fricska Ben Browder felé, aki a sorozathoz csatlakozása előtt minden egyes epizódot megnézett az előző nyolc évadból.
Utalás más Csillagkapu epizódra:
- Carter belekezd annak a küldetésnek a részletezésébe, amikor a CSK-1-et visszaküldték az időben az 1969 című részben. Miután Mithcell azt mondja, ő csak egy évvel azután született meg, a csapat többi tagja pontosít, hogy pontosan 9 hónappal azután született, Jack O'Neill nemzette őt és mindig is különös figyelmet szentelt Mitchell karrierjének, amint az az Avalon című epizódban is látható. Mitchell nem hisz nekik, úgy gondolja, csak ugratják őt, majd Sam újra elismételi, hogy nem mondhatják el, mi történt.

Hasonló eset történt a Terminátor című filmben is, amikor a jövőben élő John Connort Kyle Reese nemzette, amikor a múltban járt.

### Bábjelenet

„Egyszerre csináljuk háromra, oké?”

Martin újabb rossz híreket kap, nem tudja megfizetni már a színészeket sem. Cameron azt javasolja, használja a képzeletét és készítsen Csillagkapu-bábverziót. Az ezt követő jelenetben zsinórokkal mozgatott marionettbábok játsszák el az eredeti Csillagkapu film kezdetét. Martinnak azonban kétségei vannak azzal kapcsolatban, hogy sikeres lehetne egy olyan mozifilm, melyben bábok a szereplők.
A bábokat a Chiodo Bros készítette, akik a Viharmadarak és az Amerika kommandó bábjait is alkották. Martin Wood rendező először élő színészekkel vette fel a jelenetet, majd a felvételek hátterét használták fel a green screen technikával folytatott bábos forgatáshoz, ami Los Angelesben zajlott. A zsinórok egy részét később adták a jelenethez CGI technikával, mert nem mutattak elég jól a felvételeken. Cooper szerint a bábok nagyjából 25 000 dollárba kerültek. Brad Wright ezt a jelenetet karácsony előtt írta, jóval azelőtt, hogy az epizód részleteinek megbeszélése megtörtént, Cooper segített neki kidolgozni a részleteket. A Jack O'Neill-báb „levegőbe mutatós” mozdulatát valójában Richard Dean Anderson csinálta, ezután a bábosok két napig gyakorolták, hogy a bábokkal is megfelelően adják elő.
Utalás más Csillagkapu epizódra:
- A Carter-báb Samantha Carter első megjelenését parodizálja a sorozatban, amikor az első, Az Istenek gyermekei című részben azt mondja: „...csak mert a szaporítószerveim belül vannak, nem pedig kívül, nem jelenti azt, hogy ne tudnék megbirkózni ezzel...”. Ugyanezt a jelenetet a sorozat Moebius című részében is kifigurázták.
- A Walter-báb minden ékzár beállítását a „világít” szóval jelzi, a sokkal általánosabb és drámaibb „kódolva” kifejezés helyett, majd a folyamat végén „a 7-es ékzár is világít” mondattal fejezi be a szokásos „7-es ékzár a helyén” helyett.
- A jelenet zárása, hogy a csillagkapun átlépő CSK-1 bábjainak zsinórját az eseményhorizont megszűnése elvágja, mindez Ernest Littlefield 1945-ben kezdődött és hosszúra nyúlt útjára utal a kapun keresztül, akinek kilátástalan volt visszatérése a Földre (Tantalus kínjai).

### Fordulat
Martin éppen arról beszél, hogy valami fordulat kellene a filmbe, amire a közönség nem számít, majd ennél a pontnál Jack O'Neill sétál be a szobába. Daniel és Carter kételkedik benne, hogy ez megfelelő lenne, mondván, hogy a spoilerekben, reklámokban úgyis benne lenne. Ez a jelenet arra a számos alkalomra utal, amikor az előzetesek és reklámok elárulták az epizódokban lévő fordulatokat, mint ahogyan a TV Guide (TV műsorokkal, filmekkel foglalkozó weboldal) tette például A jég foglyai című rész esetében. Az írók tudták, hogy O'Neill feltűnése nem lesz váratlan meglepetés a reklámok miatt, de Martin Wood szerint a rajongók éppen úgy reagáltak erre, ahogyan a producerek remélték. Joseph Mallozzi, író és producer, szintén fájlalta saját blogjában, hogy a sci-fi reklámok elárulták az epizódok jelentős fordulatait.

### Teal'c magándetektív
Teal'c felvet saját magáról egy ötletet, mint magánnyomozó, melynek előzetese egy reklámblokk után kerül adásba, azt a hatást keltve, hogy egy létező sorozatról szól. Az előzetesben Teal'c áthajít egy férfit egy üvegajtón, megáll fölötte és azt mondja: „Valóban.”, majd megérinti kalapjának peremét. Teal'c irodájának ajtaján saját goa'uld jele látható. Az előzetes végén látható stáblistából kiderül, hogy Isaac Hayes (aki korábban Tolok szerepét játszotta a Csillagkapu sorozatban) készítette a hang utómunkáit ehhez a jelenethez. Hayes írta és vette fel az 1971-ben készült Shaft című film filmzenéjét, melynek főszereplője szintén egy fekete magándetektív.

### A 8. évad befejezése
Martin és a csapat arról beszélget, hogyan kellene befejezni a filmet. O'Neill tábornok horgász-jelenetet javasol, mondván, azután minden más már értelmetlennek tűnne. Ekkor a Moebius című epizód zárójelenetét látjuk, O'Neillt a háza melletti tó partján a CSK-1-gyel. Humoros kiegészítésként Vala és Cameron is a tó partján horgásznak, akik akkoriban még nem is voltak a stáb tagjai. Martin Wood gyors oldalsó kameramozgással igyekezett a poént nyilvánvalóvá tenni.
Utalás más Csillagkapu epizódra:
- O'Neill „nyílásnak” nevezi a csillagkaput, ami Robert C. Cooper poénja. Cooper tisztában volt vele, hogy mennyire furcsán hangzik ez. A csillagkaput többféleképpen is nevezték a sorozat során, például „kőgyűrű”, „Istenek gyűrűje ”és „Chappa-ai”.
- Martin az ötletre rákérdez, hogy mi ebben a fordulat. „Hogy nincs hal?” Ez szintén a Moebius című részre való utalás, amikor a CSK-1 visszautazott az időben és zavart okozott az idővonalban. A zavar hatására visszatérésük után O'Neill tavában már voltak halak, holott azelőtt sosem.

### Esküvő jelenet

„Jó kis belépő!”

Alternatív fordulatként Vala esküvői jelenetet javasol. Ebben az elképzelt jelenetben O'Neill és Carter készül összeházasodni, Daniel a tanu, Vala a koszorúslány, és az asgardi Kvasir a pap. Kvasir, Sam és Vala lesugárzással érkezik a helyszínre. Minden ember jelen van, aki a tíz év alatt a Csillagkapu sorozatban dolgozott: Peter Woeste (fényképező), Andy Mikita (rendező), Christina McQuarrie (jelmez), John Lenic (producer), Mark Davidson (díszlet), Jan Newman (smink), Dan Shea (kaszkadőr), Michelle Commins, Trudy, a könyvelő, és sokan mások.
A jelenetben Daniel O'Neill mellett áll az oltár előtt, míg a menyasszonyt várják, és azt mondja: „Ha nem jön el, akkor az emberek azt gondolhatják, hogy te és én...” Az ezt követő eredeti felvételen Richard Dean Anderson itt kiáltva válaszol: „Homokosok vagyunk!?” Az írók végül ezt helytelennek vélték, nem is került bele a végleges verzióba, de Brad Wright szerint a poén így is maradandó lett (mint homoszexuális pár). Ezután kiderül, hogy Sam Carter a menyasszony, rengeteg rajongó óhaját beteljesítve ezzel. A jelenet végén Martin kifejti véleményét az esküvő-ötletről: „Ja, persze, ha szándékosan kínozni akarom a közönséget.” Ez szintén azon rajongók felé irányuló poén volt, akik évek óta szerették volna, hogy Sam és Jack romantikus kapcsolatba kerüljön. Végül az orgona hangja – ami a ceremónia alatt hallható – keveredik a hagyományos Wagner-féle nászindulóval és a Csillagkapu sorozat filmzenéjével.

### A CSK-1 utolsó jelenete
A csillagkapu ismét működik, a csapat elhagyja az eligazító szobát, hogy küldetésre induljon, Martin pedig megjegyzi: „Még mindig nincs befejezésem!” Ez utalás arra, hogy az epizódnak sincs vége, mert a báb-jelenet olyan drága volt. A „tíz évvel később”-jelenet már csak utószóként került az epizód végére.
Martin bejelenti, hogy a Wormhole X-Treme mozifilmet törölték, és megújítják helyette a sorozatot. Ez összevág a Csillagkapu sorozat íróinak mozifilm terveivel, amit többször is keresztülhúzott a következő évad lehetősége.
Landry tábornok hívja Waltert is, hogy menjen át velük a csillagkapun, aki először tiltakozik, hogy nincs rajta megfelelő egyenruha, felszerelése. Walter az irányítószoba elhagyása nélkül másodpercekkel később hirtelen a CSK-1 ruhájával azonos egyenruhában a kapuszobában terem. A sorozat folyamán ez volt az egyetlen eset, hogy Waltert láthatjuk átlépni a kapun (bár volt már más bolygón A bukott angyal című részben). Martin Wood rendező Walter jelenetével is azt akarta megerősíteni, hogy a jelenet nem valós.

### A Wormhole X-Treme! jelenet lezárása
Az utolsó jelenet tíz évvel előre tekint, a Wormhole X-Treme! stábját látjuk, amint a kétszázadik rész forgatásának végét ünnepli. A jelenet számos hasonlóságot tartalmaz a Csillagkapu sorozat egyes elemeivel.
- A zárójelenetben a csapat épp átlép a csillagkapun, mint ahogy a CSK-1 is tette másodpercekkel korábban a saját kétszázadik epizódjukban.
- A csillagkapu maga szintén nagyon hasonlít az eredetihez.
- Az interjúk amolyan utószóként szerepelnek a sorozat végén, és Martin Wood szerint az egyik legnagyobb poén is az epizódban. Martin Wood megoldotta, hogy Peter DeLuise (színész, író, rendező, producer) minden interjú hátterében látható legyen, hogy mutassa, az ő karaktere még „új fiú”, ezért ilyen buzgó.[8]

A Wormhole X-Treme! egyik színésze (egy Mitchell-hasonmás, akit Peter DeLuise alakított) a sorozat szlogenjének kitalálásáról beszél, és elmondja az általa kitalált káromkodás-sorozatot. Ezután biztosítja a nézőket, hogy ezzel a szlogennel minden rendben volt, mert a showt kábelcsatornán sugározták. Mivel Peter DeLuise bizonyult a legjobbnak a káromkodásban, ő mondta fel a jelenetben lévő többi káromkodást is, tudván, hogy végül ki fogják sípolni.
Martin Lloyd telefonhívást kap és örömmel kiáltja a kitalált stábnak, hogy ismét a mozifilmen fognak dolgozni. Az írók az évek során számos verzióját állították össze Csillagkapu-filmeknek, de nem sikerült megvalósítaniuk. Nem sokkal a „200” című epizód műsorra kerülés után azonban két, csak DVD-re megjelent film forgatását is bejelentették.
Martin Wood állítása szerint a legtöbb dolgot, amit a „színész-másolatok” mondanak, a valódi szereplők és stáb mondta, csak kiemelték saját szövegkörnyezetükből azokat. Robert C. Cooper szerint „minden egyes interjúban benne van az igazság egy hihetetlen magja”, de a valóságban is minden színészt megkérdeztek korábban, hogy elégedettek voltak-e a felvételekkel. A rejtett poénok:
- A DeLuise-karakter arról beszél, hogy a nézőkkel el kellett feledtetnie a főszereplőt, aki hét erős és egy „áttelefonált” nyolcadik évad után elhagyta a sorozatot, ami utalás Richard Dean Anderson csökkentett szerepére a 8. évadtól kezdődően.
- A dr. Levantot alakító színész a sorozatból való kilépésről és visszatérésről beszél, ez Michael Shanks szereplésének 6. évadban történt változásaira utal. Még a rajongói weboldalakat is megemlíti, remélvén, hogy ők felélesztik a karaktert, ami a valóságban is létező savedanieljackson.com (magyarul mentsükmegdanieljacksont.com) internetes oldal esetében ténylegesen megtörtént. Említi a rajongók Variety magazinban feladott hirdetését, ami szintén a valóságból vett utalás; a Firefly című sorozat rajongói tették ezt, hogy megpróbálják megakadályozni a sorozat megszüntetését.
- A csapat női tagja azt mondja, gyermeket szeretne, amivel Amanda Tapping terhessége miatti távollétére utal a 9. évad elején. Azt is elmondja, hogy úgy érzi, az írók nem tudják, mit kezdjenek a karakterével, ami a Samantha Carter karakterét ért rajongói kritikákat visszhangozza.
- A Wormhole X-Treme-ben Grell, a robot (Teal'c hasonmása) sosem szólal meg, ezzel is Teal'c-re hasonlít, aki a korai évadokban nem sokat beszélt. Azonban a „200” című rész végén Grell mondja el az epizód zárómondatát: „A sci-fi egy egzisztenciális metafora, lehetőséget nyújt, hogy az emberi létről meséljünk történeteket. Isaac Asimov mondta egyszer: „A különböző sci-fi történetek ugyanolyan triviálisnak tűnhetnek a ma vak kritikusainak és filozófusainak, mint akármikor. De a science-fiction magja, a lénye, a fogalom, ami körül újít, kritikus lehet a megmentőnknek, ha egyáltalán meg kell, hogy mentsenek.””[21][22]

## Fogadtatás
Az epizód széles körben pozitív fogadtatást kapott. Az IGN (hírekkel és kritikákkal foglalkozó weboldal) szerint a „200” című rész „az egyik legötletesebb és leghumorosabb órával áldotta meg a képernyőt ebben az évadban”. Szintén tapsot érdemlőnek találták az ötletet, hogy nem egyszerűen csak parodizáltak, de magát a saját sorozatukat parodizálták.” Maureen Ryan, a Chicago Tribune munkatársa is egyetértett ezzel, hozzátéve, hogy „nem kell egy régóta futó sorozat régi rajongójának lenni ahhoz, hogy élvezhetőek legyenek a sci-fi szurkálódások és ravasz poénok”. Az Eclipse Magazine azt írta, hogy bár az epizód „nem egy humor-zseni munkája”, a „200” a legjobb komikus epizódja volt a sorozatnak.”
Az epizód 2007-ben megnyerte a Constellation-díjat a Legjobb science fiction film vagy televíziós műsor forgatókönyve 2006-ban kategóriában, és Hugo-díjra is jelölték a Legjobb drámai forgatókönyv (rövid formátum) kategóriában. Az epizód 1.9-es értékelést kapott a GateWorld weboldalon. Műsorra kerülésének idején kb. 3,3 millió rendszeres amerikai nézője volt az egyes részeknek. Richard Dean Anderson SyFy Genre-díjat kapott az ebben a részben játszott szerepéért.

### A sorozat törlése
Röviddel a 200 című epizód műsorra kerülését követően a GateWorld bejelentette a Sci-Fi Channel döntését, miszerint a csatorna nem újítja meg a sorozatot egy újabb évadra. Ezt nem sokkal később a sci-fi csatorna is megerősítette, azzal a kiegészítéssel, hogy a Csillagkapu: Atlantisz viszont folytatódik. A rajongók bírálták a csatornát a bejelentés időzítése miatt, mivel a stáb éppen akkor ünnepelte a 200. szám műsorra kerülését. Bár a 10. évad nézettségi adatai már nem voltak olyan magasak, mint az előző évadé, a sorozat még mindig tekintélyes méretű közönséget vonzott, még Ausztráliában is átlagosan 2 millióan nézték a 18-49 éves korosztályt tekintve. A csatorna állítása szerint a sorozat törlésének nem volt köze a nézettségi adatokhoz, inkább úgy érezték, a sorozat már megmutatott mindent. A Csillagkapu stábjának több tagja is szerepelt az Atlantis és a Stargate Universe spin-off sorozatokban, valamint a csak DVD megjelenésre készült Csillagkapu: Az igazság ládája és Csillagkapu: Continuum című filmekben.